# Gârbovățu de Jos, Mehedinți
Gârbovățu de Jos este un sat în comuna Corcova din județul Mehedinți, Oltenia, România. Numele satului Garbovatu de Jos provine de la numele capitanului din oastea de Panduri a lui Tudor Vladimirescu, numele capitanului fiind {Dumitru}? GARBEA.
Pe vremea Dacilor , conform unor descoperiri arheologice se presupune ca satul s-ar afla pe un fost cimitir Dac.

## Personalități
- Petre Gârboviceanu (1862 - 1938), profesor de filozofie și pedagogie, director al Școlii Normale de Învățători și al Casei Bisericii, deputat.
- Vasile Gionea (1914 - 1999), jurist, deputat (1990 - 1992), președinte al Curții Constituționale a României (1992 - 1995).
- Eugen Mărgăritescu (1931 - 1996), matematician în domeniul statistică matematică (metode de comparație multiplă, inegalități optimale de tip Bonferroni); doctor în matematici (1970), bursier Humboldt (1971,1991,1992), premiul Gheorghe Lazăr al Academiei Române pentru matematică (1990).